# Liste der Landschaftsschutzgebiete im Alb-Donau-Kreis
Im Alb-Donau-Kreis gibt es 45 Landschaftsschutzgebiete. Nach der Schutzgebietsstatistik der Landesanstalt für Umwelt, Messungen und Naturschutz Baden-Württemberg (LUBW)stehen 44.236,12 Hektar der Landkreisfläche unter Landschaftsschutz, das sind 32,56 Prozent.
| Name                                | Bild | Kennung               | Einzelheiten | Position | Fläche Hektar | Datum         |
| ----------------------------------- | ---- | --------------------- | --- | -------- | ------------- | ------------- |
| Donauried                           |      | 4.25.006 WDPA: 320392 | Asselfingen, Langenau, Rammingen Das Gebiet umfasst das Westerried mit den Fischerhöfen. Das eigentliche Langenauer oder Donauried ist heute ein kultiviertes Niedermoor. Begünstigt durch die Donaubegradigung wird es seit hundert Jahren immer stärker entwässert. Der Riedcharakter ist daher nur noch an wenigen Stellen erhalten. Ackerbau und Grünlandwirtschaft beherrschen das ganze Gebiet. Der Ostteil ist heute schon ohne Baum und Strauch. Auch die ursprüngliche Tierwelt ist heute nur noch in Resten vertreten. | ⊙        | 2.788,3       | 10. Nov. 1960 |
| Zwei Donaualtwässer                 | BW   | 4.25.033 WDPA: 326005 | Ehingen (Donau) Donaualtwässer mit Schilfbeständen. | ⊙        | 8,9           | 9. Sep. 1938  |
| Drei Donaualtwässer (Ehingen)       | BW   | 4.25.054 WDPA: 320421 | Ehingen (Donau) Altwässer mit Schilfbeständen. | ⊙        | 4,5           | 9. Sep. 1938  |
| Balzheim                            |      | 4.25.097 WDPA: 319776 | Balzheim Das Illertal mit seinen Altwasserresten und den selten gewordenen Auwäldern, den landschaftsprägenden Prallhangbereichen und die Seitentäler mit Quellhorizonten und Feuchtbereichen sollen erhalten werden. | ⊙        | 598,6         | 11. Juni 1987 |
| Laushalde                           |      | 4.25.098 WDPA: 322546 | Langenau Tief eingeschnittenes Trockental mit charakteristischer Flora und Fauna und wissenschaftlich interessanten Gesteinsaufschlüssen; Erholungsgebiet am Rande des Verdichtungsraumes Ulm. | ⊙        | 54,7          | 26. Okt. 1981 |
| Hungerbrunnental                    |      | 4.25.101 WDPA: 321849 | Altheim (Alb), Ballendorf, Setzingen, Weidenstetten Trockental mit episodisch fließender Quelle. | ⊙        | 2.381,3       | 6. Sep. 1972  |
| Ofenloch-Hagener Tobel              |      | 4.25.102 WDPA: 323475 | Beimerstetten, Bernstadt, Langenau Geologisch bemerkenswerte Steilkanten, markante Trockentäler, Wacholderheide, artenreicher Klebwald und Streuobstbestände; wertvoller Erholungsraum. | ⊙        | 255,0         | 2. Mai 1986   |
| Mittleres Lonetal                   |      | 4.25.103 WDPA: 323007 | Asselfingen, Ballendorf, Bernstadt, Börslingen Für die Schwäbische Alb typische Landschaftsform mit besonders schönen Talauen im Lonetal, Wiesentäler, Baumgruppen, Waldlagen, Felsbildungen und Wacholderheiden; Erholungsraum | ⊙        | 3.160,6       | 1. Dez. 2003  |
| Blaustein                           |      | 4.25.105 WDPA: 319973 | Blaustein Talformen der Blau, Kleines Lautertal, Kiesental, Sommertal, und Arnegger Tal mit Wiesenlandschaften, Baumgruppen, Hangwäldern, Felsen und Heiden; typische Fluß- und Bachläufe mit weiten Schlingen und säumenden Gehölzen zur Belebung der Landschaft und zur Erhaltung und Förderung von Lebensstätten der einheimischen Tier- und Pflanzenwelt; stadtnahes Erholungsgebiet. | ⊙        | 1.845,2       | 30. Nov. 1990 |
| Dietenheim                          |      | 4.25.106 WDPA: 320368 | Dietenheim Altwasserreste der Iller, Auwälder, quellige Hangbereiche der "Illerleite" mit Hangwäldern, Grünlandnutzung auf feuchten Flächen; unbebaute Freiräume, die es für die ortsnahe Erholung zu erhalten und entwickeln gilt. | ⊙        | 667,3         | 14. Feb. 1995 |
| Berghülen                           |      | 4.25.107 WDPA: 319887 | Berghülen Reste alter Kulturlandschaft; für die Schwäbische Alb charakteristische Trockentäler mit landschaftsprägenden Talhängen mit typischen Kalkbuchenwäldern, naturnahen Waldrändern mit besonderem ökologischen Wert und vorgelagerten Wiesenflächen; besonders typischer Landschaftsteil als naturbezogener Erholungsraum. | ⊙        | 837,8         | 25. Nov. 1996 |
| Blaubeuren                          |      | 4.25.108 WDPA: 319968 | Blaubeuren Tallandschaft des tertiären Donau- und heutigen Ach- und Blautales mit Seitentälern und angrenzenden Hochflächen der Schwäbischen Alb und des Hochsträß; landschaftsprägende Talhänge mit typischen Kalkbuchenwäldern; naturnahe Waldränder mit vorgelagerten Wiesenflächen als Lebensraum einer Reihe selten gewordener Tier- und Pflanzenarten; Heideflächen als Dokumentation der früher landschaftstypischen Nutzung als Sommerschafweide sowie Lebensraum einer Vielzahl seltener Tier- und Pflanzenarten; freistehende landschaftstypische Kalkfelsen sowie Halbtrockenrasen an südlich exponierten Hängen und Böschungen. | ⊙        | 3.427,9       | 17. Dez. 1993 |
| Illerkirchberg                      |      | 4.25.109 WDPA: 321876 | Illerkirchberg Äußerst selten gewordene Auwälder; Hangbereich der "Illerleite" mit seinen Hangwäldern und den angrenzenden reich strukturierten Landschaftsteilen mit Streuobstwiesen, Feldhecken und Bachrinnen mit Röhrichtbeständen; Naßwiesen; natürlicher Bachlauf einschließlich der Ufervegetation im Talgrund; Freiraum für die ortsnahe Erholung. | ⊙        | 267,4         | 4. Feb. 1998  |
| Lonsee                              |      | 4.25.110 WDPA: 322664 | Lonsee Für die Kuppenalb typische Landschaftsformen mit charakteristischen, landschaftsbildprägenden und ökologisch wertvollen Kulturlandschaftselementen wie Feldhecken, Feldgehölze, Steinriegel, Wacholderheiden, Feldraine, Einzelbäume, Baumgruppen und Streuobstwiesen; große zusammenhängende landschaftstypische Kalkbuchenwälder mit ihrer Bedeutung als ökologisch wertvolle Lebensräume und als Ort landschaftsbezogener Erholung; lokal und regional bedeutsamer Erholungsraum. | ⊙        | 2.287,4       | 30. März 1998 |
| Amstetten                           |      | 4.25.111 WDPA: 319627 | Amstetten Für die Kuppenalb typische Landschaftsformen mit charakteristischen, landschaftsbildprägenden und ökologisch wertvollen Kulturlandschaftselementen wie Feldhecken, Feldgehölze, Steinriegel, Wacholderheiden, Feldraine, Einzelbäume, Baumgruppen und Streuobstwiesen; Trockentäler mit angrenzender Albhochfläche und große zusammenhängende Waldgebiete; unverbaute und landschaftsästhetisch ansprechende Teile der Kulturlandschaft als lokal und regional bedeutsamer Erholungsraum.7325, 7424, 7425 | ⊙        | 2.364,3       | 15. Mai 1998  |
| Illerrieden                         |      | 4.25.112 WDPA: 321877 | Illerrieden Das Illertal mit den angrenzenden Hangbereichen der Holzstöcke mit äußerst selten gewordenen Auwäldern, westlich angrenzender Hangbereich der "Illerleite" mit Hangwäldern und angrenzenden reich strukturierten Landschaftsteilen; charakteristische, landschaftsbildprägende und ökologisch wertvolle Kulturlandschaftselemente wie Feldhecken, Ufergehölze, Feldgehölze, Feldraine, Röhrichte, Einzelbäume, Baumgruppen und Streuobstwiesen; unverbaute Landschaft als ästhetisch ansprechender Freiraum für lokale und regionale Erholungsnutzung. | ⊙        | 739,4         | 20. Mai 1999  |
| Westerstetten                       |      | 4.25.113 WDPA: 325823 | Westerstetten Teile des Lonetales mit den abzweigenden Trockentälern (Erbistal, Dieberttäle, Burgtal, Ulmer Tal mit Weilertal) mit der angrenzenden Albhochfläche und den großen zusammenhängenden Waldgebieten; für die Schwäbische Alb typische Landschaftsformen und charakteristische landschaftsbildprägende und ökologisch wertvolle Kulturlandschaftselemente wie Feldhecken, Feldgehölze, Steinriegel, Wacholderheiden, Magerrasen, Feldraine, Einzelbäume, Baumgruppen und Streuobstwiesen, unverbaute und landschaftsästhetisch ansprechende Landschaftsteile; lokal und regional bedeutsamer Erholungsraum. | ⊙        | 583,9         | 17. Juli 1998 |
| Schnürpflingen                      |      | 4.25.114 WDPA: 324231 | Illerrieden, Schnürpflingen Charakteristische, landschaftsbildprägende und ökologisch wertvolle Kulturlandschaft mit Feldrainen, Feldhecken und Feldgehölzen, Streuobstwiesen, Einzelbäumen, Ufergehölzen, Bachrinnen mit Röhrichtstreifen sowie Feucht- und Naßwiesen; unverbaute und landschaftsästhetisch ansprechende Teile der Kulturlandschaft als regional und lokal bedeutsamer Erholungsraum. | ⊙        | 140,6         | 8. Juni 1999  |
| Staig                               | BW   | 4.25.115 WDPA: 324773 | Staig Charakteristische, landschaftsbildprägende und ökologisch wertvolle Kulturlandschaft mit Feldrainen, Feldgehölzen und Feldhecken, Streuobstwiesen, Einzelbäumen, Ufergehölzen, Tümpeln, Bachrinnen mit Röhrichtstreifen, Röhrichten, Erlen-/Weiden-Bruchwald sowie Feucht- und Naßwiesen; unverbaute und landschaftsästhetisch ansprechende Teile der Kulturlandschaft als lokal und regional bedeutsamer Erholungsraum. | ⊙        | 247,7         | 2. Juli 1999  |
| Nellingen                           |      | 4.25.116 WDPA: 323170 | Nellingen Charakteristischer Ausschnitt der Kuppenalb mit besonders markant ausgeprägten Landschaftsformen und Nutzungsverteilungen mit Trockentälern, Kuppen und Senken; ökologisch wertvolle Kulturlandschaftselemente wie Feldhecken, Feldgehölze, Steinriegel, Feldraine, Wacholderheiden, Magerrasen, Einzelbäume, Baumgruppen und Streuobstwiesen; unverbaute und landschaftsästhetisch ansprechende Landschaftsteile als lokal und regional bedeutsame Erholungsräume. | ⊙        | 1.522,5       | 20. Juli 1999 |
| Hüttisheim                          | BW   | 4.25.117 WDPA: 321859 | Hüttisheim Talbereiche der Schmiehe und des Weihergrabens mit charakteristischen, landschaftsbildprägenden und ökologisch wertvollen Kulturlandschaftselementen, wie: Feldraine, Feldgehölze und Feldhecken, Streuobstwiesen, Einzelbäume, Ufergehölze sowie Wasserrinnen mit Röhrichtstreifen; unverbaute und landschaftsästhetisch ansprechende Kulturlandschaft als lokal bedeutsamer Erholungsraum. | ⊙        | 56,0          | 10. Aug. 1999 |
| Dornstadt                           |      | 4.25.118 WDPA: 320416 | Dornstadt Besonders markante Landschafts- und Nutzungsformen der Kuppen- und Flächenalblandschaft mit Kuppen, Senken und Trockentälern mit charakteristischen landschaftsbildprägenden und ökologisch wertvollen Kulturlandschaftselementen, wie: Feldhecken, Feldgehölze, Einzelbäume, Baumgruppen, Streuobstwiesen, Feldraine, Dolinen, Hülen, Magerrasen und Wacholderheiden; unverbaute und landschaftsästhetisch ansprechende Kulturlandschaft; lokal und regional bedeutsame Erholungsräume. | ⊙        | 2.108,0       | 10. Nov. 2000 |
| Laichingen                          |      | 4.25.119 WDPA: 322394 | Laichingen Kuppenalblandschaft mit Trockentälern, Kuppen und Senken, besonders markant ausgeprägte Landschaftsformen und Nutzungsverteilungen; mit ökologisch wertvollen Kulturlandschaftselementen wie Feldhecken, Feldgehölze, Steinriegel, Feldraine, Wacholderheiden, Magerrasen, Einzelbäume, Baumgruppen und Streuobstwiesen; unverbaute und landschaftsästhetisch ansprechende Landschaftsteile als lokal und regional bedeutsame Erholungsräume. | ⊙        | 3.190,7       | 28. Juni 2004 |
| Oberdischingen                      | BW   | 4.25.120 WDPA: 323332 | Oberdischingen Donautal mit charakteristischen, landschaftsbildprägenden und ökologisch wertvollen Kulturlandschaftselementen, wie: Feldraine, Feldgehölze und Feldhecken, Streuobstwiesen, Einzelbäumen, Altarmen der Donau, Röhrichte und Schilfbestände, Ufergehölze, Kopfweiden sowie Wassergräben mit Röhrichtstreifen; überregional bedeutsamer Erholungsraum. | ⊙        | 178,7         | 11. Mai 2001  |
| Schelklingen                        |      | 4.25.121 WDPA: 324136 | Schelklingen Tallandschaft des Ach- und Schmiechtales mit Seitentälern und angrenzende Hochflächen der Schwäbischen Alb und Hochsträß; Talschlinge des "Urdonautals" im Umgebungsbereich des Schmiechener Sees, mit charakteristischen, landschaftsbildprägenden und ökologisch wertvollen Kulturlandschaftselementen wie Feldhecken, Feldgehölze, Feldraine, Steinriegel, Einzelbäume, Baumgruppen, Streuobstwiesen, Magerrasen, Wacholderheiden, Felsen, Höhlen, Gewässerläufe, Ufergehölze, Röhrichte, Quelltöpfe und Hülen; ästhetisch ansprechender Freiraum für die lokale und regionale Erholungsnutzung. | ⊙        | 4.398,5       | 20. Juni 2001 |
| Merklingen                          | BW   | 4.25.122 WDPA: 322952 | Merklingen Durch die abwechslungsreiche und kleinräumige Landnutzung bedingte Vielfalt, -Eigenart und Schönheit der Kuppenalblandschaft; oberen Teil des gemeindeübergreifenden Talsystems der Kleinen Lauter, charakteristischer Ausschnitt der Kuppenalb mit besonders markant ausgeprägten Landschaftsformen und Nutzungsverteilungen, für die Kuppenalb typischen Landschaftsformen und charakteristische landschaftsbildprägende und ökologisch wertvolle Kulturlandschaftselemente wie Feldhecken, Feldgehölze, Steinriegel, Feldraine, Wacholderheiden, Magerrasen, Einzelbäume, Baumgruppen und Streuobstwiesen; unverbaute und landschaftsästhetisch ansprechende Landschaftsteile als lokal und regional bedeutsame Erholungsräume.       | ⊙        | 1.205,8       | 15. Nov. 2002 |
| Heroldstatt                         |      | 4.25.123 WDPA: 321568 | Heroldstatt Durch die abwechslungsreiche und kleinräumige Landnutzung bedingte Vielfalt, -Eigenart und Schönheit der Kuppenalblandschaft; Teil eines gemeindeübergreifenden charakteristischen Ausschnitts der Kuppenalb mit besonders markant ausgeprägten Landschaftsformen und Nutzungsverteilungen, für die Kuppenalb typischen Landschaftsformen und charakteristische landschaftsbildprägende und ökologisch wertvolle Kulturlandschaftselemente wie Feldhecken, Feldgehölze, Steinriegel, Feldraine, Wacholderheiden, Magerrasen, Einzelbäume, Baumgruppen, Streuobstwiesen, Felsen, Erdaufschlüsse, Dolinen und Höhlen; unverbaute und landschaftsästhetisch ansprechende Landschaftsteile als lokal und regional bedeutsame Erholungsräume | ⊙        | 703,9         | 2. Dez. 2002  |
| Grundsheim                          |      | 4.25.124 WDPA: 321254 | Grundsheim, Oberstadion | ⊙        | 107,5         | 16. Juni 2003 |
| Oberstadion                         | BW   | 4.25.125 WDPA: 323418 | Grundsheim, Oberstadion | ⊙        | 38,4          | 16. Juni 2003 |
| Emerkingen                          | BW   | 4.25.126 WDPA: 378447 | Emerkingen | ⊙        | 97,6          | 10. Juli 2003 |
| Rottenacker                         | BW   | 4.25.127 WDPA: 323993 | Rottenacker | ⊙        | 104,4         | 15. Sep. 2003 |
| Unterstadion                        | BW   | 4.25.128 WDPA: 325363 | Munderkingen, Unterstadion | ⊙        | 32,1          | 1. Okt. 2003  |
| Obermarchtal                        |      | 4.25.129 WDPA: 323413 | Obermarchtal Vielfältige tertiäre Hügellandschaft mit ihren Bachtälern und angrenzenden Molassehügeln sowie Streuobstwiesen, Feldhecken, Einzelbäume, Ufergehölze, Wassergräben, Röhrichte, Hochstaudenfluren und Feldraine. | ⊙        | 500,3         | 30. Juli 2004 |
| Rechtenstein                        |      | 4.25.130 WDPA: 378664 | Rechtenstein Vielfältige reich strukturierte Landschaft mit typischen, landschaftsbildprägenden und ökologisch wertvollen Kulturlandschaftselementen. Regional und überregional bedeutsamer Erholungsraum. | ⊙        | 110,3         | 12. Juli 2004 |
| Munderkingen                        | BW   | 4.25.131 WDPA: 329164 | Munderkingen Reich strukturiertes Landschaftsbild der Donauauen. | ⊙        | 269,6         | 21. Juni 2004 |
| Emeringen                           | BW   | 4.25.132 WDPA: 320621 | Emeringen Erhaltung der Alblandschaft mit seinen typischen, landschaftsbildprägenden und ökologisch wertvollen Kulturlandschaftselementen wie Feldhecken, Feldgehölze, Streuobstwiesen, Einzelbäume, Baumgruppen etc. | ⊙        | 133,4         | 10. Sep. 2004 |
| Westerheim                          |      | 4.25.133 WDPA: 378782 | Westerheim Erhaltung der Vielfalt, Eigenart und Schönheit der Kuppenalblandschaft. | ⊙        | 1.418,5       | 25. Okt. 2004 |
| Altheim                             | BW   | 4.25.134 WDPA: 344848 | Altheim | ⊙        | 190,9         | 12. Juli 2005 |
| Allmendingen                        |      | 4.25.135 WDPA: 344847 | Allmendingen | ⊙        | 992,1         | 12. Juli 2005 |
| Erbach                              |      | 4.25.136 WDPA: 344858 | Erbach Für die Donauhalden typische, das Landschaftsbild prägende und ökologisch wertvolle Kulturlandschaftselemente. Markanter Hangbereich und kleinräumige, abwechselungsreiche Landnutzung. Lokal, regional und überregional bedeutsamer Erholungsraum. | ⊙        | 730,0         | 30. Mai 2005  |
| Lauterach                           |      | 4.25.137 WDPA: 344867 | Lauterach Markante Landschaftsformen, reich strukturiertes Landschaftsbild und ausgewogener Naturhaushalt des Großen Lautertals mit Wolfstal und des Hochbergs sowie der angrenzenden Alblandschaft. Typische Kulturlandschaftselemente im regional und überregional bedeutsamen Erholungsraum. | ⊙        | 490,8         | 8. Juni 2005  |
| Untermarchtal                       |      | 4.25.138 WDPA: 345200 | Untermarchtal Markante Landschaftsformen, reich strukturiertes Landschaftsbild und ausgewogener Naturhaushalt des Donautals, der nördlich angrenzenden Hangbereiche, des Umgebungsbereichs "Urdonautal" und des Gewanns "Steige". Typische Kulturlandschaftselemente in einem überregional bedeutsamen Erholungsraum. | ⊙        | 23,1          | 22. Apr. 2005 |
| Griesingen                          | BW   | 4.25.139 WDPA: 344860 | Griesingen | ⊙        | 55,3          | 31. Jan. 2005 |
| Ehingen                             |      | 4.25.140 WDPA: 378439 | Ehingen (Donau) | ⊙        | 2.713,5       | 1. Dez. 2006  |
| Öpfingen                            | BW   | 4.25.141 WDPA: 390328 | Öpfingen | ⊙        | 318,3         | 2. Aug. 2002  |
| Legende für Landschaftsschutzgebiet |      |                       | |          |               |               |